# 7 días en La Habana
7 días en La Habana és una pel·lícula del 2012 ambientada durant una setmana a l'Havana que compta amb un episodi per cada dia de la setmana dirigit per un cineasta diferent: Julio Medem, Laurent Cantet, Juan Carlos Tabío, Benicio del Toro, Gaspar Noé, Pablo Trapero i Elia Suleiman. El guió va ser escrit pel novel·lista cubà Leonardo Padura.

## Argument
En set dies, set directors plasmen la vida de diversos personatges a l'Havana. Aconsegueixen allunyar-se dels tòpics turístics per arribar al cor de la realitat cubana observant la mentalitat dels illencs i la seva esperança en el progrés. Alguns dels curtmetratges comparteixen personatges seguint el mateix fil de la història, basat en la vida quotidiana de cadascun, els seus costums i les seves preocupacions.

## Episodis
- «El Yuma» (dilluns, Benicio del Toro)
- «Jam session» (dimarts, Pablo Trapero)
- «La tentación de Cecilia» (dimecres, Julio Medem)
- «Diary of a beginner» (dijous, Elia Suleiman)
- «Ritual» (divendres, Gaspar Noé)
- «Dulce amargo» (dissabte, Juan Carlos Tabío)
- «La fuente» (diumenge, Laurent Cantet)

## Repartiment
- Daniel Brühl com a Leonardo
- Emir Kusturica com ell mateix
- Elia Suleiman com ell mateix
- Josh Hutcherson com a Teddy Atkins
- Vladimir Cruz com a Angeliot
- Mirta Ibarra com a Mirta
- Jorge Perugorria com a Tata

## Producció
La pel·lícula és una coproducció entre l'espanyola Morena Films i la francesa Full House, en associació amb l'Havana Club International cubà i un pressupost d'uns 3 milions d'euros. El rodatge va tenir lloc a l'Havana del 4 de març al 6 de maig de 2011.
La pel·lícula va competir a la secció Un certain regard al 65è Festival Internacional de Cinema de Canes.